# Municipio de Wauconda
El municipio de Wauconda (en inglés: Wauconda Township) es un municipio ubicado en el condado de Lake en el estado estadounidense de Illinois. En el año 2010 tenía una población de 21730 habitantes y una densidad poblacional de 346,18 personas por km².

## Geografía
El municipio de Wauconda se encuentra ubicado en las coordenadas 42°16′57″N 88°9′59″O / 42.28250, -88.16639. Según la Oficina del Censo de los Estados Unidos, el municipio tiene una superficie total de 62.77 km², de la cual 59.26 km² corresponden a tierra firme y (5.59%) 3.51 km² es agua.

## Demografía
Según el censo de 2010, había 21730 personas residiendo en el municipio de Wauconda. La densidad de población era de 346,18 hab./km². De los 21730 habitantes, el municipio de Wauconda estaba compuesto por el 86.65% blancos, el 1.05% eran afroamericanos, el 0.21% eran amerindios, el 3.56% eran asiáticos, el 0.04% eran isleños del Pacífico, el 6.6% eran de otras razas y el 1.9% pertenecían a dos o más razas. Del total de la población el 15.91% eran hispanos o latinos de cualquier raza.